# Tour de Corse 1985
Il Tour de Corse 1985, valevole come Rally di Francia 1985, è stato la 5ª tappa del mondiale rally 1985. Il rally è stato disputato dal 2 al 4 maggio in Corsica.
Il francese Jean Ragnotti si aggiudica il rally distaccando sul podio finale i connazionali Bruno Saby e Bernard Béguin.
Questa edizione del rally è famosa per l'incidente occorso ad Attilio Bettega su Lancia Rally 037 del team Martini Racing. 
L'incidente è avvenuto alla 4ª prova speciale; in una veloce curva a destra, la Lancia di Attilio perde aderenza e va a sbattere contro un albero infilandosi tra due tronchi. Il co-pilota Maurizio Perissinot ne esce indenne, mentre Bettega muore sul colpo. 
Il team Lancia decide di ritirare, in segno di lutto, l'altra vettura del team ufficiale, quella di Markku Alen, mentre Miki Biasion con la 037 del team satellite Jolly Club, dopo aver provato a prendere il via nella speciale successiva, abbandona in quanto ancora sotto shock.
Un anno dopo, lo stesso giorno e nello stesso rally, sempre a bordo di una Lancia del team Martini Racing, perdono la vita  Henri Toivonen e Sergio Cresto usciti di strada con la loro Lancia Delta S4.
Quest'ultimo tragico evento segnò la fine del Gruppo B.

## Dati della prova
| Denominazione ufficiale             | Tour de Corse                                       |
| Tappa N°                            | 5 di 12                                             |
| Edizione N°                         | 29                                                  |
| Data manifestazione                 | da giovedì 02/05/1985 a sabato 04/05/1985           |
| Paese ospitante                     | Corsica                                             |
| Superficie                          | Asfalto                                             |
| Piloti iscritti                     | 139                                                 |
| Partiti                             | 139                                                 |
| Arrivati                            | 45 (32,4%)                                          |
| Prove                               | 30                                                  |
| La più breve                        | 15,75 km (PS12 Figarella - Cardo)                   |
| La più lunga                        | 83,16 km (PS30 Liamonte - Suaricchio)               |
| Velocità media minore               | 72,98 km/h (PS30 Liamonte - Suaricchio)             |
| Velocità media maggiore             | 100,97 km/h (PS9 Campo al Quarcio - Pont de Noceta) |
| Lunghezza complessiva tappe         | 1,075.90 km (67,1% della distanza totale)           |
| Lunghezza complessiva trasferimento | 527,10 km                                           |
| Distanza totale                     | 1,603.00 km                                         |

## Risultati

### Classifica
| Pos | Pilota                | Co-pilota               | Auto                    | Tempo        | Distacco      | Punti |
| --- | --------------------- | ----------------------- | ----------------------- | ------------ | ------------- | ----- |
| 1°  | Jean Ragnotti         | Pierre Thimonier        | Renault 5 Maxi Turbo    | 12: 54: 15.0 | 0.0           | 20    |
| 2°  | Bruno Saby            | Jean-François Fauchille | Peugeot 205 Turbo 16 E2 | 13: 06: 47.0 | + 12: 32.0    | 15    |
| 3°  | Bernard Béguin        | Jean-Jacques Lenne      | Porsche 911 SC RS       | 13: 20: 04.0 | + 25: 49.0    | 12    |
| 4°  | Billy Coleman         | Ronan Morgan            | Porsche 911 SC RS       | 13: 51: 22.0 | + 57: 07.0    | 10    |
| 5°  | Yves Loubet           | Jean-Bernard Vieu       | Alfa Romeo GTV 6        | 14: 03: 53.0 | + 1: 09: 38.0 | 8     |
| 6°  | Bertrand Balas        | Eric Lainé              | Alfa Romeo GTV 6        | 14: 16: 53.0 | + 1: 22: 38.0 | 6     |
| 7°  | Jean-Claude Bouquet   | Christian Morel         | Talbot Samba Rallye     | 14: 24: 37.0 | + 1: 30: 22.0 | 4     |
| 8°  | Camille Bartoli       | Bernard Falempin        | Renault 5 Turbo         | 14: 26: 30.0 | + 1: 32: 15.0 | 3     |
| 9°  | Jean-Jacques Paoletti | Claude Santucci         | Renault 5 Turbo         | 14: 52: 35.0 | + 1: 58: 20.0 | 2     |
| 10° | Patrick Bernardini    | José Bernardini         | BMW 323i                | 14: 56: 22.0 | + 2: 02: 07.0 | 1     |

### Prove speciali
| Giorno                | Prova | Nome                                   | Lunghezza       | Vincitore       | Tempo           | V. media        | Leader del rally |
| --------------------- | ----- | -------------------------------------- | --------------- | --------------- | --------------- | --------------- | ---------------- |
| Frazione 1 (2 maggio) | PS1   | Verghia - Pont de Masina               | 38,09 km        | Jean Ragnotti   | 25: 12.0        | 90.69 km/h      | Jean Ragnotti    |
| Frazione 1 (2 maggio) | PS2   | Sainte Marie Sicche - Moca             | 23,96 km        | Ari Vatanen     | 16: 29.0        | 87.22 km/h      | Jean Ragnotti    |
| Frazione 1 (2 maggio) | PS3   | Petreto - Auliene                      | 20,03 km        | Jean Ragnotti   | 13: 11.0        | 91.16 km/h      | Jean Ragnotti    |
| Frazione 1 (2 maggio) | PS4   | Zerubia - Santa Giulia                 | 30,60 km        | Jean Ragnotti   | 18: 17.0        | 100.42 km/h     | Jean Ragnotti    |
| Frazione 1 (2 maggio) | PS5   | Tappa Annullata                        | Tappa Annullata | Tappa Annullata | Tappa Annullata | Tappa Annullata | Jean Ragnotti    |
| Frazione 1 (2 maggio) | PS6   | Aullene - Zicavo                       | 25,59 km        | Ari Vatanen     | 16: 47.0        | 91.48 km/h      | Jean Ragnotti    |
| Frazione 1 (2 maggio) | PS7   | Cozzano - Col de la Serra              | 50,84 km        | Ari Vatanen     | 35: 48.0        | 85.21 km/h      | Jean Ragnotti    |
| Frazione 1 (2 maggio) | PS8   | Muracciole - Abazzia                   | 50,00 km        | Jean Ragnotti   | 34: 40.0        | 86.56 km/h      | Jean Ragnotti    |
| Frazione 1 (2 maggio) | PS9   | Campo al Quarcio - Pont de Noceta      | 33,77 km        | Ari Vatanen     | 20: 04.0        | 100.97 km/h     | Jean Ragnotti    |
| Frazione 1 (2 maggio) | PS10  | Pont d'Altiani - Pont St Laurent       | 56,01 km        | Ari Vatanen     | 38: 41.0        | 86.87 km/h      | Jean Ragnotti    |
| Frazione 1 (2 maggio) | PS11  | Ponte Ross - Borgo                     | 42,29 km        | Ari Vatanen     | 30: 20.0        | 83.65 km/h      | Jean Ragnotti    |
|                       |       |                                        |                 |                 |                 |                 | Jean Ragnotti    |
| Frazione 2 (3 maggio) | PS12  | Figarella - Cardo                      | 15,75 km        | Ari Vatanen     | 10: 36.0        | 89.15 km/h      | Jean Ragnotti    |
| Frazione 2 (3 maggio) | PS13  | Saint Florent - Col de San Stefano     | 26,81 km        | Ari Vatanen     | 20: 20.0        | 79.11 km/h      | Jean Ragnotti    |
| Frazione 2 (3 maggio) | PS14  | Prunelli - San Pancrazio               | 55,67 km        | Ari Vatanen     | 41: 06.0        | 81.27 km/h      | Jean Ragnotti    |
| Frazione 2 (3 maggio) | PS15  | Folelli - Sainte Lucie de Moriani      | 18,49 km        | Ari Vatanen     | 14: 38.0        | 75.81 km/h      | Jean Ragnotti    |
| Frazione 2 (3 maggio) | PS16  | Moriani Piage - Orsini                 | 20,01 km        | Jean Ragnotti   | 15: 00.0        | 80.04 km/h      | Jean Ragnotti    |
| Frazione 2 (3 maggio) | PS17  | Campe Militaire Corte                  | 58,14 km        | Bruno Saby      | 42: 49.0        | 81.47 km/h      | Jean Ragnotti    |
| Frazione 2 (3 maggio) | PS18  | Corte - Taverna                        | 26,55 km        | Bruno Saby      | 16: 28.0        | 96.74 km/h      | Jean Ragnotti    |
| Frazione 2 (3 maggio) | PS19  | Moltifao - Speloncato                  | 38,16 km        | Jean Ragnotti   | 23: 38.0        | 96.88 km/h      | Jean Ragnotti    |
| Frazione 2 (3 maggio) | PS20  | Corbara - Calenzana                    | 23,87 km        | Jean Ragnotti   | 14: 15.0        | 100.51 km/h     | Jean Ragnotti    |
| Frazione 2 (3 maggio) | PS20  | Corbara - Calenzana                    | 23,87 km        | Jean Ragnotti   | 14: 15.0        | 100.51 km/h     | Jean Ragnotti    |
|                       |       |                                        |                 |                 |                 |                 | Jean Ragnotti    |
| Frazione 3 (4 maggio) | PS21  | Notre Dame de la Serra - Pont du Fango | 28,77 km        | Jean Ragnotti   | 18: 31.0        | 93.22 km/h      | Jean Ragnotti    |
| Frazione 3 (4 maggio) | PS22  | Pont du Fango - Ota                    | 48,59 km        | Jean Ragnotti   | 34: 58.0        | 83.38 km/h      | Jean Ragnotti    |
| Frazione 3 (4 maggio) | PS23  | Sainte Roc - Suaricchio                | 78,19 km        | Jean Ragnotti   | 1: 01: 07.0     | 76.76 km/h      | Jean Ragnotti    |
| Frazione 3 (4 maggio) | PS24  | Tavera - Pont de Mazzana               | 30,57 km        | Jean Ragnotti   | 23: 16.0        | 78.83 km/h      | Jean Ragnotti    |
| Frazione 3 (4 maggio) | PS25  | Sainte Marie Sicche - Moca             | 23,96 km        | Jean Ragnotti   | 18: 30.0        | 77.71 km/h      | Jean Ragnotti    |
| Frazione 3 (4 maggio) | PS26  | Petreto - Aullene                      | 20,03 km        | Jean Ragnotti   | 14: 59.0        | 80.21 km/h      | Jean Ragnotti    |
| Frazione 3 (4 maggio) | PS27  | Sorbolano - Santa Giulia               | 35,59 km        | Jean Ragnotti   | 24: 41.0        | 86.51 km/h      | Jean Ragnotti    |
| Frazione 3 (4 maggio) | PS28  | Calvese - Agosta Plage                 | 36,68 km        | Jean Ragnotti   | 26: 42.0        | 82.43 km/h      | Jean Ragnotti    |
| Frazione 3 (4 maggio) | PS29  | Plaine de Peri - Capiglioli            | 35,73 km        | Jean Ragnotti   | 28: 04.0        | 76.38 km/h      | Jean Ragnotti    |
| Frazione 3 (4 maggio) | PS30  | Liamonte - Suaricchio                  | 83,16 km        | Jean Ragnotti   | 1: 08: 22.0     | 72.98 km/h      | Jean Ragnotti    |